# Sabine Schormann
Sabine Schormann, née en 1962 à Bad Homburg, est une germaniste et une responsable culturelle allemande. De novembre 2018 au 16 juillet 2022, elle est directrice générale du Museum Fridericianum de Cassel et directrice générale de la documenta.

## Biographie
Sabine Schormann grandit à Eppstein et Königstein im Taunus. De 1981 à 1987, elle étudie la littérature allemande, la philosophie et l'histoire de l'art à l' Université de Mayence. En 1992, elle obtient son doctorat avec une thèse sur Bettina von Arnim.
En tant qu'étudiante, dans les années 1990, Sabine Schormann travaille comme assistante au Musée Goethe de Francfort-sur-le-Main. Elle est chargée d'organiser les premières expositions. À partir de 1992, elle travaille pour la Fondation allemande pour la protection des monuments à Bonn. Elle est responsable en tant que cheffe de projet de Tag des offenen Denkmals (de) en Allemagne. Cette manifestation a lieu chaque année, le deuxième dimanche de septembre.
En 1996, elle prend la direction des expositions Planet of Visions et The 21st Century pour l'exposition universelle de 2000 à Hanovre. Elle travaille ensuite en tant que directrice de la Niedersächsische Sparkassenstiftung (de) et de la VGH-Stiftung (de), jusqu'en 2018.
Le 1er novembre 2018, Sabine Schormann devient directrice générale de la documenta et du Museum Fridericianum de Cassel. Elle prépare et organise la  Documenta 15.
Le 20 juin 2022, deux jours après l'ouverture de la documenta quinze, elle est vivement critiquée et mise en cause. Une fresque du collectif d'artistes indonésiens Taring Padi (en) est exposée. Cette fresque de vingt mètres, réalisée en 2002, présente des caricatures antisémites. Sabine Schormann et le collectif d'artistes Ruangrupa, commissaire de l'exposition sont accusés d'antisémitisme. L'œuvre est recouverte de tissu noir. Le 21 Juin 2022, elle est démantelée,. Sabine Schormann présente ses excuses mais la polémique prend de l'ampleur. Le 16 juillet 2022, Sabine Schormann est contrainte de démissionner de son poste de directrice générale de la documenta.